# Tobaru
Tobaru (nebo také Lolodai) je dlouhodobě nečinná sopka v severní části indonéského ostrova Halmahera. Převážně andezitový stratovulkán dosahuje výšky 1 035 m. Kdy došlo k poslední erupci, není známo.